# Protocirrineris chrysoderma
Protocirrineris chrysoderma är en ringmaskart som först beskrevs av Jean Louis René Antoine Édouard Claparède 1868.  Protocirrineris chrysoderma ingår i släktet Protocirrineris och familjen Cirratulidae. Inga underarter finns listade i Catalogue of Life.